# Imbituva
Imbituva is een gemeente in de Braziliaanse deelstaat Paraná. De gemeente telt 28.660 inwoners (schatting 2009).

## Aangrenzende gemeenten
De gemeente grenst aan Fernandes Pinheiro, Guamiranga, Ipiranga, Irati, Ivaí, Prudentópolis en Teixeira Soares.